# Pyrzyce (gmina)
Pyrzyce – gmina miejsko-wiejska w zachodniej części województwa zachodniopomorskiego, w powiecie pyrzyckim. Siedzibą gminy jest miasto Pyrzyce.
Według danych z 31 grudnia 2016 r. gmina miała 19 627 mieszkańców. Natomiast według danych z 31 grudnia 2019 roku gminę zamieszkiwało 19 313 osób.
Stanowi to 52. pod względem powierzchni i 17. pod względem ludności miejsce w województwie (na 114 gmin).

## Położenie
Gmina Pyrzyce znajduje się w zachodniej części województwa zachodniopomorskiego, w środkowej części powiatu pyrzyckiego, przy międzynarodowej drodze E-65, w odległości 45 km od Szczecina, 30 km od Stargardu, 60 km od portu lotniczego Szczecin-Goleniów, 150 km od Berlina. W oddalonym o 50 km Kołbaskowie znajduje się najbliższe przejście graniczne (Polska-Niemcy). Powierzchnia gminy wynosi 205 km², z czego 39 km² przypada na miasto.
Gmina stanowi 28,17% powierzchni powiatu.
Jest gminą typowo rolniczą, gdzie dominują wysokiej jakości czarnoziemy, zaliczane do II klasy bonitacyjnej.
Według danych z 2002 r. gmina Pyrzyce zajmuje obszar 204,4 km², w tym: użytki rolne 85%, użytki leśne 1%.
W latach 1975–1998 była częścią województwa szczecińskiego.
Sąsiednie gminy: Bielice, Kozielice, Lipiany, Myślibórz, Przelewice, Stare Czarnowo, Warnice

## Demografia
Dane z 30 czerwca 2004:
| Opis                              | Ogółem | Ogółem | Kobiety | Kobiety | Mężczyźni | Mężczyźni |
| --------------------------------- | ------ | ------ | ------- | ------- | --------- | --------- |
| Jednostka                         | osób   | %      | osób    | %       | osób      | %         |
| Populacja                         | 19 699 | 100    | 9 992   | 50,7    | 9 707     | 49,3      |
| Gęstość zaludnienia [mieszk./km²] | 96,4   | 96,4   | 48,9    | 48,9    | 47,5      | 47,5      |

Gminę zamieszkuje 49,1% ludności powiatu.

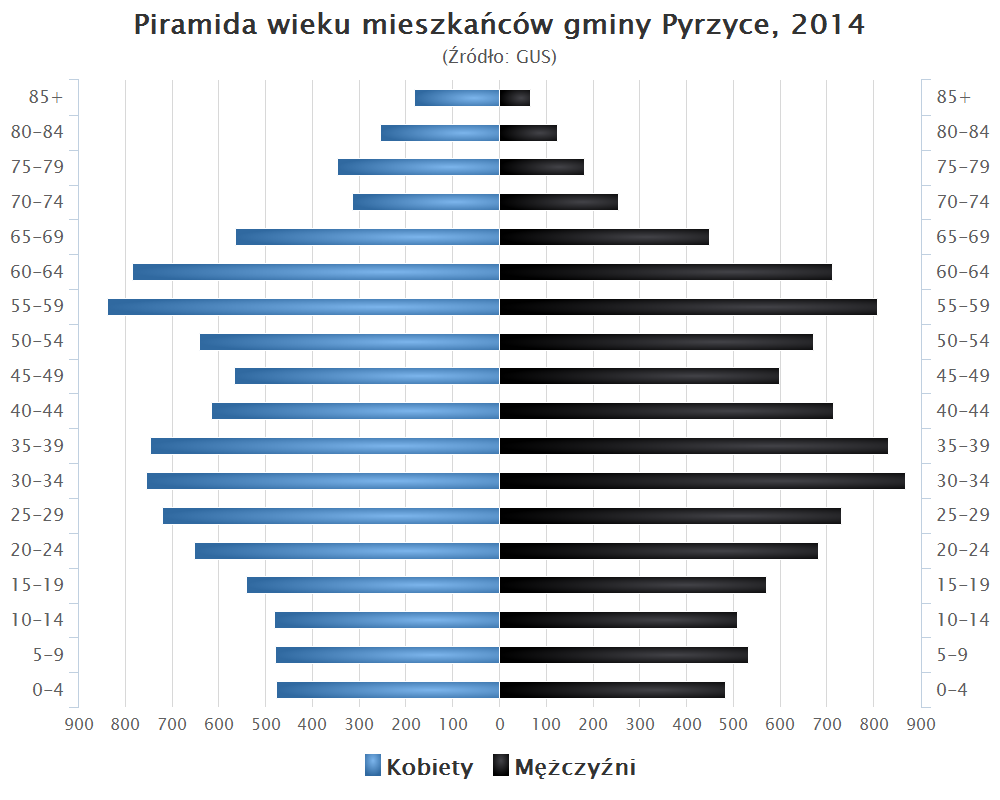
Piramida wieku mieszkańców gminy Pyrzyce w 2014 roku

## Miejscowości
Miasto (od 1263 r.)Pyrzyce
MiejscowościBrzesko, Brzezin, Czernice, Giżyn, Krzemlin, Letnin, Mechowo, Mielęcin, Młyny, Nowielin, Nieborowo, Obromino, Okunica, Pstrowice, Rzepnowo, Ryszewko, Ryszewo, Stróżewo, Turze i Żabów -- Górne, Krzemlinek, Ostrowica.

## Administracja i samorząd
W 2016 r. wykonane wydatki budżetu gminy Pyrzyce wynosiły 62,9 mln zł, a dochody budżetu 65,5 mln zł. Zobowiązania samorządu (dług publiczny) według stanu na koniec 2016 r. wynosiły 18,2 mln zł, co stanowiło 27,8% poziomu dochodów.
Gmina Pyrzyce utworzyła 21 sołectw.
Sołectwa gminy: Brzesko, Brzezin, Czernice, Giżyn, Krzemlin, Letnin, Mechowo, Mielęcin, Młyny, Nowielin, Nieborowo, Obromino, Okunica, Pstrowice, Rzepnowo, Ryszewko, Ryszewo, Stróżewo, Turze i Żabów.

## Historia
Geograficzne i historycznie ziemia pyrzycka związana jest z Pomorzem Zachodnim. Tutaj w 1124 roku z inicjatywy księcia Bolesława Krzywoustego przybyła misja chrystianizacyjna biskupa Ottona z Bambergu, która dokonała chrztu pierwszych chrześcijan na Pomorzu Zachodnim.
Pyrzyce są jednym z najstarszych ośrodków osadnictwa miejskiego. W IX wieku istniał tu gród, który był centrum plemiennym Pyrzyczan. O ważnej pozycji gospodarczej grodu zadecydowało jego położenie u zbiegu ważnych szlaków handlowych z Wielkopolski i Magdeburga do ośrodków nadbałtyckich oraz otaczające go urodzajne czarne ziemie. Uprawiano tu pszenicę, a okolice zwane były ziemią pszeniczną. Stąd też prawdopodobnie wywodzi się nazwa miasta: starosłowiańskie słowo pyro oznacza pszenicę.
W latach 1235–1240 obok grodu i podgrodzia koloniści niemieccy założyli osadę, która w 1263 r. otrzymała od księcia zachodniopomorskiego Barnima I pełne prawa miejskie. Miasto zostało otoczone zespołem fortyfikacji: wałami, fosą i murami z dwiema bramami. Pyrzyce miały liczne przywileje cechowe i prawo bicia własnej monety. Były ośrodkiem rzemiosła, zwłaszcza sukiennictwa i tkactwa.
Rozkwit miasta był hamowany przez liczne pożary i grabieże wojenne. Wojna trzydziestoletnia (1618–1648) stanowiła najczarniejszy okres w historii miasta. Od 1653 r. Pyrzyce należały do Brandenburgii, później do Prus. Od końca XVIII wieku rozwijał się przemysł – głównie przetwórstwo rolne. W 1882 r. rozbudowano linię kolejową do Stargardu i Kostrzyna nad Odrą, a w dalszej kolejności do Godkowa i do Gryfina.
Okres intensywnego rozwoju został przerwany wybuchem II wojny światowej, w wyniku której 90% miasta uległo zniszczeniu.
W okolicach Pyrzyc zachowały się tzw. wąskie chaty, ryglowe lub murowane domy mieszkalne ustawione szczytem do drogi (wąskofrontowe), posiadające pośrodku tzw. czarną bezokienną kuchnię, z potężnym kominem. Najstarsze z zachowanych chat pochodzą z I poł. XVIII w.

## Zabytki
Pyrzyce
- Mury obronne z XIII wieku o długości 2000 m, w XV wieku podwyższono je do wysokości 7–9 m, rozbudowano przedbramia, baszty i czatownie. Po 1650 r. część czatowni zmieniono na domy dla biedoty. Po wojnie część murów odrestaurowano. Do dziś zachowały się baszty: Sowia, Prochowa, Lodowa, Pijacka, Mnisza.
- Wały z XIII w. otaczały miasto na długość 2250 m. Razem z fosą i stawami młyńskimi stanowiły dostateczne zabezpieczenie. W latach 1830–1845 zostały zamienione na promenadę spacerową. Fosy zostały częściowo zakopane i zamienione na ogrody.
- Katedra dawniej pod wezwaniem św. Maurycego – po raz pierwszy wzmiankowany w 1312 w XIV wieku, zniszczony kilkakrotnie przez pożary, odbudowywany, po raz ostatni zniszczony w 1945 r. i odbudowany w latach 1958–1964 (z wyjątkiem wieży wschodniej). Wieżę zachodnią odbudowano w latach 1975–1976, w lipcu 1987 r. pokryto ją blachą miedzianą; w ścianie frontowej zachowane partie granitowe, w południowej ścianie dwa gotyckie portale, w ołtarzu głównym tryptyk z kaplicy cmentarnej w Gryficach; w prezbiterium witraże Joanny Spychalskiej ze Szczecina i Marii Uspińskiej z Warszawy. Od 1958 r. nosi wezwanie Wniebowzięcia NMP. Kościół pw. św. Ottona

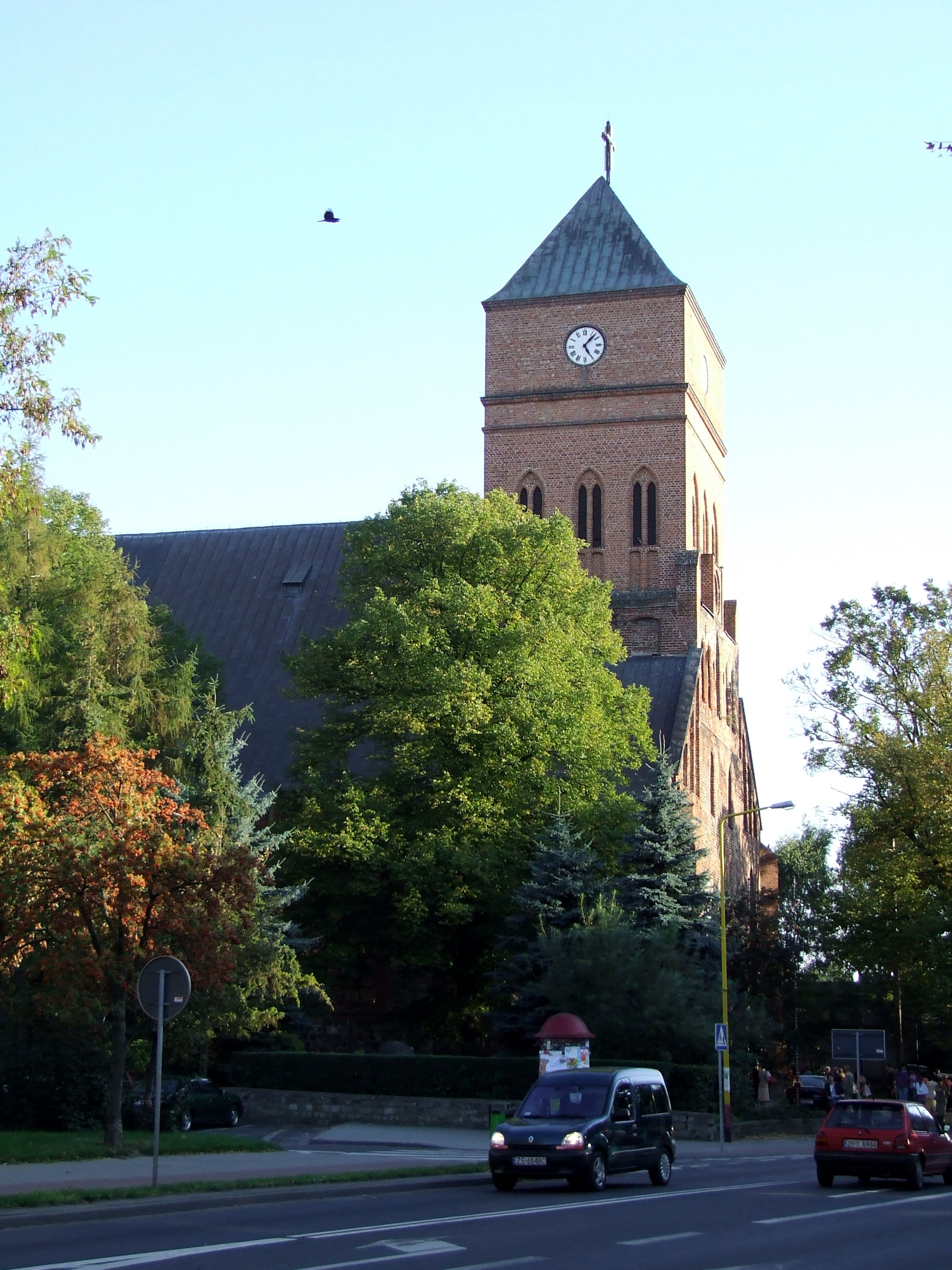
Kościół pw. św. Ottona

- Brama Bańska zbudowana w latach 1260–1270 jako trzypiętrowa, w 1450 r. podwyższona do pięciu pięter, uległa zniszczeniu w 1945 r. Po wojnie częściowo zrekonstruowana.
- Brama Szczecińska wzniesiona w XV wieku do pięciu pięter – zniszczona w 1945 r. Po wojnie odbudowana do pierwszego piętra.
- Baszta Sowia
- Baszta Lodowa XV-XVI w.; dawne lochy w dolnej kondygnacji wynajęte w XIX wieku na zamrażalnię mięsa; odbudowana w latach osiemdziesiątych.
- Baszta Prochowa pierwotnie czatownia, w XV-XVI wieku przerobiona i podwyższona; zrekonstruowana.
- Baszta Bluszczu (Połówka, Łukowa, Śpiącej Królewny) przerobiona w XV w. z półokrągłej czatowni; obecnie zniszczona, nie zadaszona.
- Baszta Pijacka XV wiek; średniowieczna „izba wytrzeźwień” uszkodzona w 1945 r. odbudowana przez p. W. Kowalskiego w latach 1989–1990.
- Ruiny Baszty Mniszej
- Kaplica Św. Ducha z II poł. XII w. Od strony południowej przylegał do niej szpital-przytułek. Zniszczona w 1945 r., odbudowana w latach 1967–1969 i zaadaptowana na siedzibę biblioteki.
- Studzienka wzniesiona w miejscu Świętego Źródełka, z którego czerpał wodę św. Otton podczas chrztu pyrzyczan w 1124 r. Obudowa studzienki powstała w 1824 r.
- Kościół poaugustiański najstarszy kościół Pyrzyc, zbudowany w II poł. XIII w. na planie prostokąta z cegły; posiada elementy wczesnogotyckie, barokową wieżę z XVIII w.
- Ratusz wzmiankowany w XIII w., kilkakrotnie niszczony przez pożary, odbudowany. W wieku XVI uchodził za największy i najpiękniejszy na Pomorzu Zachodnim; elementy zabytkowe zachowane na poziomie piwnic.

Brzesko
- Kościół z przełomu XIII i XIV w., przebudowany w XV w. W XVII w. otrzymał nowe wyposażenie, w tym ołtarz, ambonę oraz zdobiony malowidłami i rzeźbami drewniany strop w formie sklepienia krzyżowo-żebrowego. Po pożarze wieży kościelnej postawiono wolno stojącą dzwonnicę. Teren dawnego cmentarza w przykościelnego otoczony jest kamiennym murem (XVII-XIX w.), w którym rozmieszczono trzy bramki flankowe czworobocznymi filarami.

Czernice
- Dwór o dobrze zachowanej formie architektonicznej obecnie jest siedzibą Domu Dziecka. Postawiona w 1913 r. dwukondygnacyjna budowla z łanym dachem jest zdominowana czworoboczną.

Krzemlin
- XVIII-wieczny dwór murowany z cegły, parterowy, pokryty łamanym dachem, z 11-osiową fasadą z zachowanym (odtworzonym) barokowym wystrojem.

Mielęcin
- Kościół parafialny z XVI w. – murowana budowla, przebudowana w XVIII w. (dostawiono drewnianą barokową wieżę) i w II poł. XIX w.
- Stacja kolejowa na linii Pyrzyce-Lipiany (1897 r.) obejmująca budynki z końca XIX w., mur z cegły. Jest to typowa architektura dworcowa z końca XIX i początku XX w.
- Pałac i park pałacowy – dwukondygnacyjny neoklasycystyczny pałac o ceglanym licu na kamiennym cokole z czworoboczną wieżą pięciopoziomową z końca XIX w. otoczony parkiem. Podczas budowy nowego pałacu w końcu XIX w., od drogi do pałacu poprowadzono aleję lipową, przed fasadą pałacu powstał gazon obsadzony szpalerem cisów. W parku posadzono drzewa liściaste i iglaste rodzimego i obcego pochodzenia.

## Przyroda i turystyka

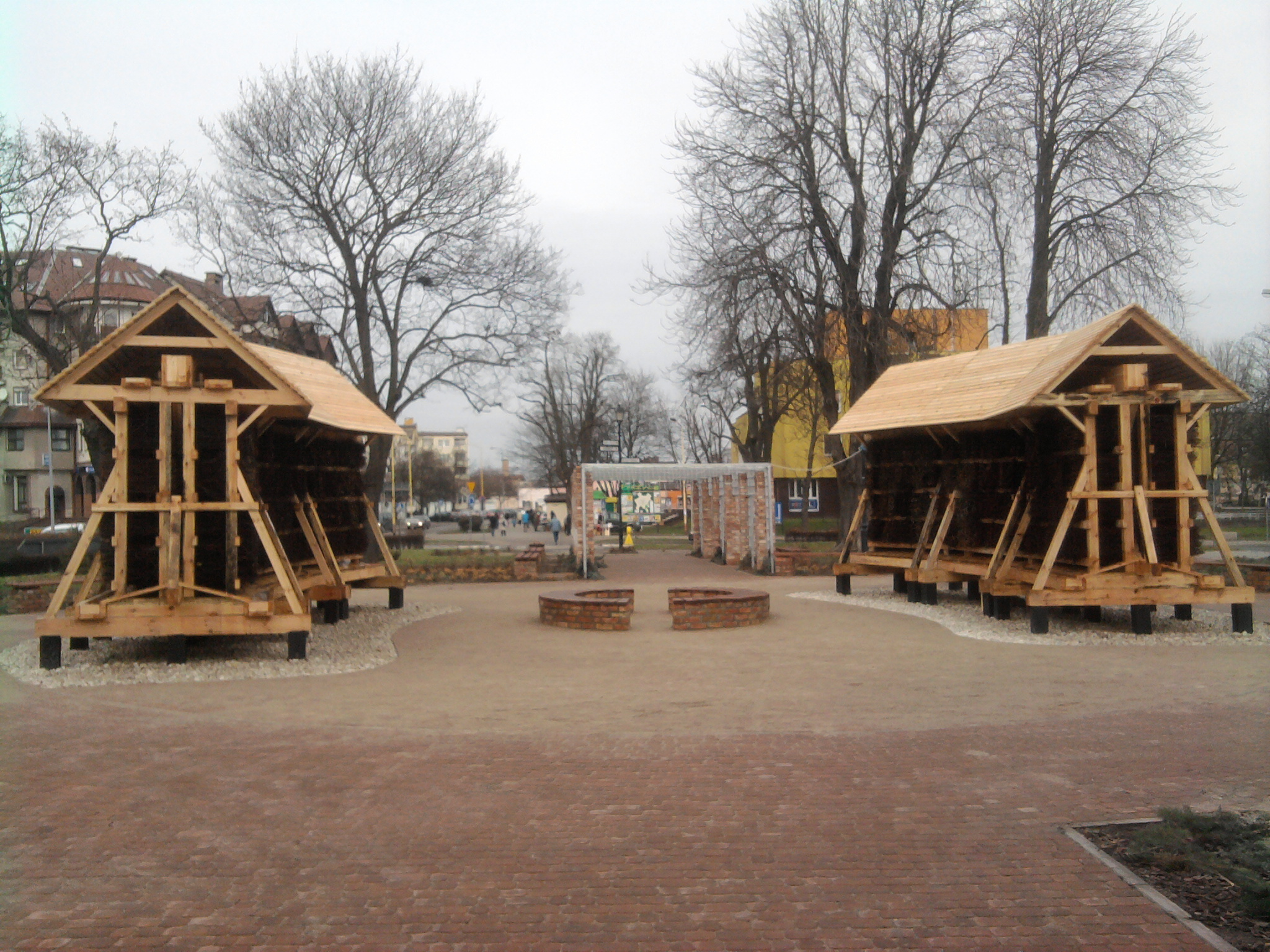
Mini tężnie na placu Wolności w Pyrzycach

Gmina Pyrzyce usytuowana jest na licznie uczęszczanym szlaku turystycznym. Przy drodze Grzędziec-Czernice w 1975 r. założono rezerwat roślinności stepowej „Brodogóry”, w którym najcenniejszymi gatunkami są: gorysz siny, czyściec kosmaty, czyściec prosty, fiołek pagórkowy, przetacznik pagórkowy, dzwonek boloński, dzwonek syberyjski, pierwiosnek lekarski. Ornitolodzy od lat postulują utworzenie Parku Krajobrazowego w związku z ostoją ptaków „jezioro Miedwie”, chroniącego miejsca lęgowe rzadkich gatunków ptaków, głównie: derkacza, kulika wielkiego, kszyka, krwawodzioba, czajki, żurawia, błotniaka stawowego, błotniaka zbożowego i błotniaka łąkowego. Ponadto 2 aleje i 2 drzewa pojedynczo rosnące są zarejestrowane jako pomniki przyrody. Pomimo zniszczeń wojennych 1945 r. zachowała się część zabytków architektury. W rejestrze Konserwatora Zabytków znajdują się parki podworskie w: Ryszewku, Żabowie, Pyrzycach, Mechowie, Krzemlinie, Mielęcinie, Nowielinie.
W 2012 r. w centrum Pyrzyc uruchomiono 2 mini tężnie, które, mimo że są prototypowe spełniają swoje zadania jako inhalatoria zdrowotnej solanki czerpanej ze źródeł geotermalnych.
W samym mieście znajdują się 4 parki miejskie:
- park im. Mariana Matysiaka
- park im. błogosławionego Jana Pawła II
- park z czołgiem przy ul Adama Mickiewicza
- park ze stawem złotej rybki przy ul. Staromiejskiej

## Kultura
Pyrzycki Dom Kultury prowadzi działalność w zakresie upowszechniania kultury oraz amatorskich zespołów artystycznych. Corocznie organizuje konkursy: plastyczny, Pisanki i Palmy Wielkanocnej, Jesienna Ikebana oraz Świąteczny Stroik, którym towarzyszą wystawy pokonkursowe. Jest również organizatorem wystaw i koncertów zawodowych artystów. Przy PDK działają cztery zespoły folklorystyczne:
- Zespół Pieśni i Tańca Ziemi Pyrzyckiej (powstał w 1966 r.) – w swoim dorobku posiada Dyplom Ministra Kultury i Szcztuki, odznakę „Gryfa Pomorskiego”, nagrodę artystyczną Miasta i Gminy Pyrzyce, medal za zasługi dla kultury pyrzyckiej przyznany przez Towarzystwo Miłośników Ziemi Pyrzyckiej oraz liczne nagrody i wyróżnienia na wielu przeglądach i festiwalach; zespołowi przygrywa 6-osobowa kapela ludowa;
- Zespół Śpiewaczy „Bandoska”, działający w Mielęcinie od 1981 r.;
- Regionalny Zespół Śpiewaczy „Kresowianka” w Letninie od 1983 r. upowszechniający pieśni i obrzędy z rejonu Milatycz koło Lwowa – dwukrotny laureat Festiwalu Śpiewaków i Kapel Ludowych w Kazimierzu nad Wisłą oraz Spotkań Zespołów Śpiewawczych „Ziemia i Pieśń” w Szprotawie;
- Zespół Folklorystyczny „Macierzanka” w Żabowie, od 1999 r. prezentujący pieśni i melodie z różnych regionów Polski.

Obecnie przy PDK działają również dwa zespoły wokalno-instrumentalne oraz odbywają się zajęcia Koła Elektroakustyki i Światła.
Od 1980 r. PDK jest organizatorem Pyrzyckich Spotkań z Folklorem. Od 1992 r. festiwal ma charakter międzynarodowy i jest organizowany pod patronem Międzynarodowego Stowarzyszenia Festiwali Folklorystycznych i Sztuki Ludowej C.I.O.F.F. Pyrzyce są jednym z czternastu miast w Polsce, w którym odbywają się tego typu imprezy. Corocznie na pyrzyckiej estradzie występują ok. 1200-1500 wykonawców z różnych regionów Polski i świata. W 20-letniej historii festiwalu wystąpiło 709 zespołów, w tym 36 z Europy, Azji i Stanów Zjednoczonych. Festiwalowi towarzyszą wystawy twórców ludowych, plenery malarskie, rzeźbiarskie oraz barwny kiermasz.
Wielokierunkową działalność artystyczną i naukową od 1972 r. prowadzi Młodzieżowy Dom Kultury w Pyrzycach. Swym oddziaływaniem obejmuje on dzieci, młodzież szkolną i pozaszkolną oraz dorosłych, kształtując przyszłych twórców i odbiorców kultury. Znany jest z doskonałej organizacji imprez kulturalnych i artystycznych. Oferta programowa placówki obejmuje wiele form: Zespół Pieśni i Tańca „Małe Pyrzyce”, Dziecęca Kapela Ludowa zespoły wokalne „Mamusia Patrzy”, „Melissy”, „Wesołe Nutki”, „Groszki”, „Biedronki”, zespoły muzyki rockowej i instrumentalnej oraz koła zainteresowań: plastyczne, teatralne, krawiecko-hafciarskie, rzeźby i korzenioplastyki, fotografii i gospodarstwa domowego. Korzysta z nich rocznie ok. 420 osób.

## Gospodarka
Na terenie Pyrzyc działa posterunek celny oraz agencja celna Euro-top, jak również firmy spedycyjne, transportowe, liczne banki i restauracje. Powiatowy Urząd Pracy udzielający pożyczek i kredytów, a także zapewniający wyszkolenie kadry pracowniczej na potrzeby podmiotów gospodarczych. Na terenie gminy znajduje się kilka szkół podstawowych oraz szkoły średnie. Od 1998 r. funkcjonuje oddział Akademii Rolniczej w Szczecinie.
Od kilku lat Pyrzyce współpracują na wielu płaszczyznach (kultura i sztuka, nauka języków, ochrona środowiska i działania proekologiczne, wystawy, opieka społeczna, sport i gospodarka) z dwoma zaprzyjaźnionymi miastami: Korbach w Niemczech i Hörby w Szwecji. Wspólnie ze szwedzkimi partnerami wybudowano wzorcową przyzagrodową oczyszczalnię ścieków w miejscowości Turze.
O wydarzeniach w gminie mieszkańcy mogą dowiedzieć się z prasy lokalnej. Od kwietnia 1991 r. ukazuje się gazeta samorządowa „Gazeta Ziemi Pyrzyckiej”, przygotowywana przez Wydawnictwo Gazet Ziemi Pyrzyckiej, natomiast w 1999 r. wydawany był tygodnik powiatowy „7 Dni Pyrzyc”. W 2012 r. w Pyrzycach powstał nowy tygodnik Tygodnik Pyrzycki.
W 1996 r. w mieście uruchomiono ekologiczną ciepłownię geotermalną. Nadwyżki energii można wykorzystać do budowy zakładów balneologicznych. Ciepłe wody czerpane z głębokości 1600 m są zarazem leczniczymi solankami. Są to wody chlorowo-sodowe, bromkowe, jodkowe, żelaziste, magmowe, borowe, które mogą być wykorzystane do leczniczych kąpieli mineralnych oraz inhalacji. Zabiegi lecznicze z zastosowaniem solanki mogą służyć leczeniu schorzeń narządów ruchu, zwyrodnień, stanów pooperacyjnych, rekonwalescencji.
Do zagospodarowania są tereny wokół geotermii w sąsiedztwie jeziora miejskiego (10 działek o ogólnej powierzchni 73,109 ha), działki o powierzchni 200 ha w miejscowości Giżyn wokół jeziora Miedwie.
Specyfiką gminy jest jej położenie w strefie ochronnej jeziora Miedwie, stanowiącego ujęcie wody pitnej dla Szczecina.  Miasto posiada oczyszczalnię ścieków wraz z przepompownią i kolektorami przesyłowymi, kanalizacją ogólnosprawną oraz magistralę przesyłową gazu ziemnego, rozbudowaną sieć telefoniczną, stację elektroenergetyczną. Gmina zaopatrywana jest w wodę głównie z 10. wodociągów grupowych i pojedynczych. W ramach ochrony gleby prowadzona jest budowa szczelnych bezodpływowych zbiorników na nieczystości płynne oraz zostały wybudowane płyty gnojowe w ramach programu PHARE. Istniejące wysypisko nieczystości stałych planuje się zastąpić składowiskiem odpadów z segregacją i przetwarzaniem.

## Komunikacja

Mapka gminy Pyrzyce

Drogi wojewódzkie z Pyrzyc:
- nr 122 do wsi Banie (17 km) oraz przez Lubiatowo (12 km) do Dolic (23 km),
- nr 106 przez Warnice (17 km) do Stargardu (28 km).

Pyrzyce były stacją węzłową. Pierwszą linię ze Stargardu do Kostrzyna wybudowano w 1882, w 1895 otwarto linię Gryfino – Chwarstnica, a 3 lata później przedłużono ją przez Pyrzyce do Płońska Pyrzyckiego. W 1899 zbudowano ostatnią linię przez Trzcińsko-Zdrój do Godkowa. Żadna z tych linii nie została zelektryfikowana. W 1954 linię Pyrzyce – Płońsko Pyrzyckie zamknięto, a w 1987 rozebrano. Od początku lat 90. zamykano kolejne linie: w 1992 prowadzącą do Godkowa, w 1996 przez Chwarstnicę do Gryfina, w 1999 z Myśliborza do Kostrzyna, a rok później z Pyrzyc do Myśliborza. Ostatnią czynną linię do Stargardu zamknięto w 2004.
W gminie czynne są 3 urzędy pocztowe: Pyrzyce (nr 74-200), Brzesko Szczecińskie (nr 74-211) i Mielęcin (nr 74-230).